# Estriol
Estriol, E3 (łac. estriolum) – organiczny związek chemiczny, pochodna estranu. Jest ludzkim hormonem steroidowym. Wzrost jego syntezy następuje w ciąży. Większość krążącego estriolu w trzecim trymestrze ciąży jest produktem płodu i łożyska. Jego prekursor jest syntetyzowany w gruczołach nadnerczowych płodu, a następnie przekształcany przez wątrobę i łożysko. Po przejściu przez łożysko estriol jest natychmiast metabolizowany, przede wszystkim w wątrobie matki do form związanych glukoroidów i siarczanów estriolu.
W wyniku tych przemian estriol wolny (ang. free estriol, fE3; unconjugated estriol, uE3) stanowi tylko 9% estriolu całkowitego.
W warunkach prawidłowych, w miarę dojrzewania płodu, produkcja estriolu wzmaga się, a stężenie hormonu w surowicy w trzecim trymestrze wzrasta trzykrotnie. Towarzyszy temu wzrost wydalanego estriolu z moczem.
Utrzymujące się niskie lub gwałtownie spadające poziomy estriolu sugerują stan zagrożenia płodu. W połączeniu z innymi oznaczeniami, pomiar wolnego estriolu może być użyteczny przy ocenie ryzyka trisomii 21 (zespół Downa), trisomii 18 (zespół Edwardsa) i wad cewy nerwowej.

## Działanie
- Szpik kostny – przyspiesza rozpad megakariocytów przez co zwiększa liczbę trombocytów
- Pochwa – powoduje wzrost komórek nabłonkowych pochwy oraz przyspiesza ich podział mitotyczny
- Bańka jajowodu – powoduje powiększenie tkanki nabłonkowo-migawkowej, powiększenie strzępka jajnikowego, umożliwiającego wprowadzenie komórki jajowej do jajowodu
- Endometrium – rozrost błony śluzowej
- Przysadka mózgowa – pobudza do wydzielania prolaktyny
- Układ nerwowy – zmniejsza libido oraz wpływa na zaspokojenie seksualne
- Jajniki – hamuje owulacje w czasie fazy lutealnej oraz ciąży
- Opłucna – powoduje silny rozkurcz
- Skóra – hamuje rozwój owłosienia na twarzy, plecach oraz linii brzucha